# Guevenatten
Guevenatten je občina v departmaju Haut-Rhin francoske regije Alzacija.
Leta 1990 je v občini živelo 110 oseb oz. 51 oseb/km².